# آستريا

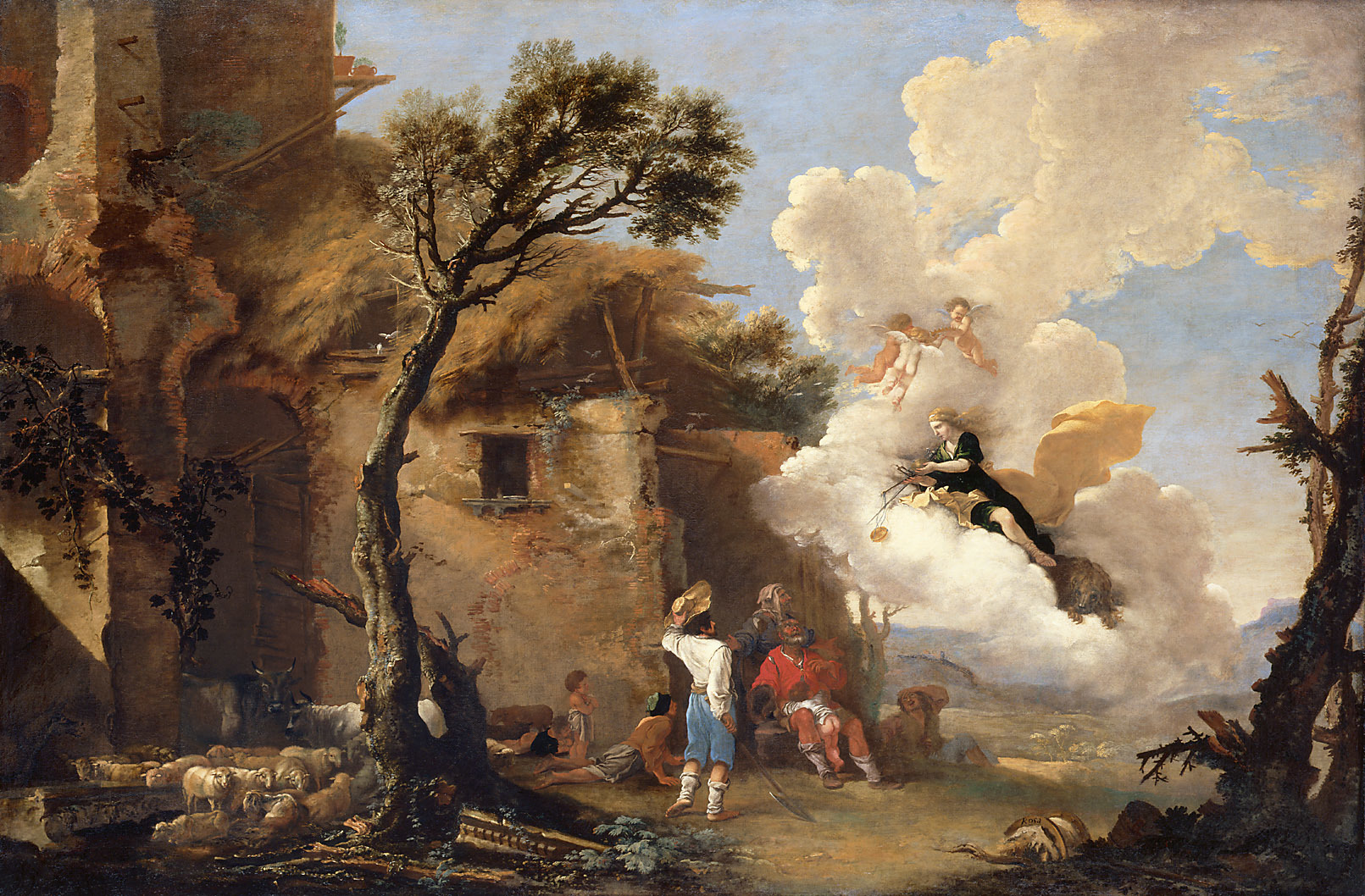
آستريا والرعاة

آستريا (باليونانية: Ἀστραῖα)‏ في الميثولوجيا الإغريقية، هي إلهة العدالة عند اليونانيين القدماء. وفضلًا عن تجسيدها للعدالة، فقد تم ربطها أيضًا بالبراءة والنقاء. قيل بأنها إحدى بنات زيوس.
وهي مرتبطة ارتباطًا وثيقًا بإلهة العدالة اليونانية، دايك [الإنجليزية] (ابنة زيوس وثيميس). ولا ينبغي الخلط بينها وبين أستريا، إلهة النجوم وابنة كويوس وفويب. وقد سمي حزام الكويكب الرئيسي 5 آستريا باسمها، كما تم اقتراح اسمها لكوكب أورانوس.
وفقًا للأسطورة، فإنَّ آستريا ستعود يومًا ما إلى الأرض، جالبة معها عودة العصر الذهبي اليوتوبي الذي كانت سفيرة له.